# Marina Kuptsova
Pour les articles homonymes, voir Kouptsova.
Marina Kuptsova (en russe : Марина Геннадьевна Купцова, Marina Guennadievna Kouptsova), née le 22 décembre 1981 à Moscou, est une athlète russe, pratiquant le saut en hauteur.

## Palmarès
- Championnats du monde d'athlétisme
  -  médaille d'argent aux Championnats du monde d'athlétisme 2003 de Paris Saint-Denis
- Championnats d'Europe d'athlétisme
  -  médaille d'argent en longueur aux Championnats d'Europe d'athlétisme 2002 à Munich